# Charles Armitage Brown
Pour les articles homonymes, voir Brown et Charles Brown.
Charles Armitage Brown, né le 14 avril 1787 à Lambeth et mort le 5 juin 1842 à New Plymouth, en Nouvelle-Zélande, est un homme d'affaires, poète et dramaturge britannique qui fut aussi un ami très proche de poète John Keats et un fidèle du peintre Joseph Severn, d'écrivains connus comme Leigh Hunt, Thomas Jefferson Hogg, Walter Savage Landor et Edward John Trelawny. Il a pour fils le pionnier et politicien nouveau-zélandais, né en 1820 et connu sous le nom de Carlino Brown, qui joue un rôle important dans le développement de New Plymouth.
Charles Armitage Brown est surtout associé, du moins dans sa jeune maturité, à la brève existence et à la création poétique de Keats, rencontré à la fin de l'été 1817, alors que Keats a vingt-et-un ans et Brown trente. En 1818, après que le frère du poète meurt de la tuberculose, Brown invite Keats à loger chez lui et le jeune homme s'installe dans le salon donnant sur les jardins et y réside dix-sept mois jusqu'à son départ pour l'Italie où il meurt au bout de quelques mois.
Les deux amis collaborent à quelques projets communs, mais c'est surtout comme gardien et promoteur des grandes odes de Keats datées de 1819 et publiés, à l'exception d'une d'entre elles qui reste posthume, en 1820.
Le reste de sa vie se concentre sur l'Italie et surtout la Nouvelle-Zélande où il fait de nombreux séjours, ne revenant en Angleterre que de façon sporadique.

## Biographie
La jeune maturité de Brown est définitivement marquée par sa rencontre avec le poète romantique John Keats. C'est ainsi que la vie du personnage peut se diviser en deux parties distinctes, l'une brève correspondant à l'avant et l'autre plus longue, correspondant à l'après.
Né à Lambeth, Charles Armitage Brown est pratiquement un autodidacte.
Il commence sa carrière à quatorze ans, employé chez un négociant pour 40 £ annuelles. À dix-huit, il rejoint son frère, établi à Saint-Pétersbourg dans le commerce des fourrures. Les affaires marchent bien et les deux frères accumulent une vraie fortune de 20 000 £ qu'ils dilapident en spéculant sur la soie. Revenu sans le sou en Angleterre, Charles a l'idée de capitaliser sur son expérience de la Russie et écrit un opéra, Narensky, ou la route de Jaroslav. L'œuvre, produite par le théâtre de Drury Lane, tient l'affiche pendant tout le mois de janvier 1814 et, outre une entrée à vie, lui rapporte 300 £.

### Rencontre avec Keats
C'est pendant l'été de 1817 que Brown et John Keats se rencontrent. Neuf années séparent les deux jeunes gens, mais l'amitié qui les lie naît aussitôt, indélébile. Presque aussitôt, ils envisagent de faire un tour de l'Angleterre du nord, de l'Écosse et de l'Irlande. Partis de Lancastre, ils se rendent jusqu'au nord d'Inverness, soit 600 miles en quarante-six jours de marche. Le compte-rendu en est consigné dans leur correspondance et aussi dans un livre de voyage intitulé Balades nordiques (Walks in the North). Dans son livre Walking North with Keats, Carol Kyros Walker suit les pas de Keats, où elle situe les lieux en fonction du contexte politique de l'époque, s'efforce d'évoquer les sensations ressenties par le jeune poète et ajoute nombre de photographies personnelles tentant de capter les paysages tels qu'il les a découverts. S'ajoutent au récit les lettres et les poèmes écrits par Keats et ensuite rassemblés par Brown, mais que Carol Kyros Walker annote personnellement. Ce tour, essentiellement de l'Écosse, revêt une importance capitale pour Keats, de par son étrangeté, l'effort physique demandé, les duretés d'un mauvais temps, l'absorption quasi obsessionnelle aussi dans la personnalité de Robert Burns, muet si jeune et sacrifiant sa vie pour son art et mort trop jeune, qui accuse encore. la puissance sensorielle de l'être de Keats et de sa poésie.

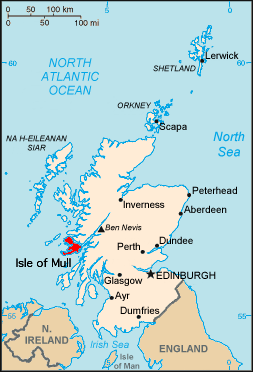
Île de Mull.

De ce tour naît dans la foulée Hyperion, La veille de la Sainte-Agnès, La Belle Dame sans merci et les grandes odes de 1819. Au départ, Keats recherchait de nouvelles images sur des paysages et des situations inédites, mais le voyage se plaça de lui-même sous la catégorie de la mort, le déclin de Tom jusqu'à sa fin le 1er décembre 1818, et la persistante angine qui afflige le poète, prétendument due à la marche dans le marais de l'île de Mull. Paradoxalement, si ce tour de l'Écosse est resté vierge de toute production poétique de valeur, ses effets se font sentir à retardement, une œuvre brillante, profonde, mûre et passionnément habitée par l'amour et la beauté.

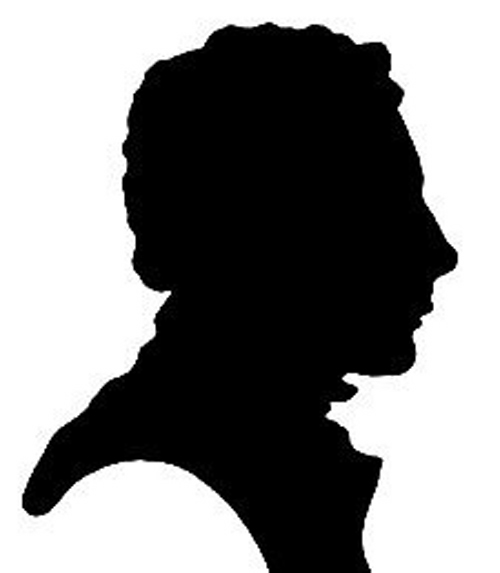
Silhouette de John Keats, par Charles Armitage Brown (1819).

En 1818, Tom, cadet de Keats, meurt de ce que la médecine appelait alors phtisie. Brown offre alors au poète désemparé — et atteint du même mal — de partager sa demeure, Wentworth Place dans la banlieue, encore chic, du nord de Londres à Hampstead. C'est là, en effet, dans le salon donnant sur les jardins, que Keats s'installe et vit pendant les dix-sept mois suivants. Leur voisinage permanent incite les deux amis à élaborer des projets communs : ainsi, une pièce de théâtre en vers, Otho le grand, naît mais ne voit le jour que dans les années 1950.
Keats est victime d'une sévère hémorragie en février 1820 ; Brown le prend en charge, s'occupe de ses papiers, paie ses factures, écrit ses lettres sous sa dictée, lui prête de l'argent ou se porte garant de prêt que contracte son protégé. Le jeune homme semble reprendre des forces, mais bien que ses médecins l'assurent que ses poumons sont indemnes, il fait de nombreuses rechutes et il est manifeste que sa santé se détériore. Aussi son médecin prend une décision qui se veut sans appel : Keats ne survivra pas aux rigueur d'un nouvel hiver anglais et il lui est instamment recommandé de gagner un climat plus clément. Le jeune homme s'exécute et, malgré l'absence de Brown en vacances écossaises, quitte Londres le 17 septembre 1820 pour Rome, en compagnie de Joseph Severn qui n'a eu que trois jours pour donner son accord. Ironiquement — et sans qu'aucun d'eux n'en soit informé —, les bateaux transportant Keats et Brown sont amarrés au même quai de Gravesend dans le Kent, le premier en partance pour le sud et le second en route pour Londres. Une fois l'appareillage effectué, il est plus que vraisemblable qu'ils se sont croisés dans la nuit.
Pendant la phase finale de la maladie de son ami, Brown reste à Hampstead, tout en échangeant une copieuse correspondance avec les deux exilés. Certains passages sont montrés à Fanny Brawne, la petite fiancée de Keats, mais tout détail susceptible de trop la troubler lui est épargné. À Rome, Severn s'occupe du malade jusqu'à sa mort le 23 février 1821.

### Brown en Italie
Aux alentours de 1890, Charles (Carlino) Brown, fils de Walter Armitage, déclare que son père, après le départ de Keats pour Winchester, s'est marié en 1819 avec Abigail O'Donohue selon le rite catholique en Irlande. Bien des biographes sont d'avis que la cérémonie n'a jamais eu lieu et que Carlino a ainsi tenté de cacher son illégitimité à ses concitoyens de New Plymouth dont il était devenu un éminent membre de la communauté. De plus, McCornick relève le fait, preuve à l'appui, que pendant tout le séjour de Keats à Winchester, Brown résidait à Chichester.
Brown part pour l'Italie avec son fils Carlino, sans qu'il soit su ce qu'il advient d'Abigail. Les deux s'installent à Pise où ils résident de 1822 jusqu'à environ 1824, après quoi ils déménagent pour Florence. Pendant cette période, Brown écrit nombre d'articles pour des périodiques anglais, le plus connu tant Shakespeare's Fools, publié en 1823. Il travaille également à un roman autobiographique, Walter Hazelbourn, qui l'occupe pendant longtemps, mais reste inachevé.
Il rejoint Joseph Severn en Italie et s'installe chez lui. Son ami Leigh Hunt est un hôte de la même demeure et par son entregent, Town fait la connaissance de Lord Byron, John Taaffe, Jr., ami de Byron, et de Shelley). D'autres poètes fréquentent eux aussi le même cercle : parmi eux, se trouvent Seymour Kirk, Thomas Jefferson Hogg et Walter Savage Landor que Kirkpatrick présente en 1824, début d'une et profonde amitié, et prélude à de fréquentes visites à la villa de Landor à Fiesole.
En 1829, Edward John Trelawny, rencontré en 1823 la veille du départ de Byron pour la Grèce, s'installe chez Brown à Florence. Pour la moitié des profits estimés après publication, Brown réécrit Les Aventures d'un cadet (The Adventures of a Younger Son) précédemment écrit par Trelawny. Il y insère des fragments de poèmes de Keats restés à l'état de manuscrit — et d'autres empruntés à Shelley et Byron — pour servir d'exergues en tête de chapitres. Le résultat est décevant, car il présuppose une certaine intimité avec le poète disparu, alors que Trelawny ne l'a jamais rencontré en personne.

### Retour en Angleterre
En avril 1836, Brown revient en Angleterre et s'installe près de Plymouh, Devonshire. Les raisons de son départ d'Italie restent assez floues : Brown semble avoir voulu offrir une meilleure instruction à son fils dans le cadre institutionnel de son pays. Carlino montre en effet des dispositions pour les mathématiques et ambitionne de devenir ingénieur civil. Brown s'occupe à faire des conférences sur John Keats et William Shakespeare et écrit pour différents journaux ou magazines. Le poète Walter Savage Landor lui rend visite en 1837. Et soudain, au milieu de l'année 1841, il quitte l'Angleterre pour la Nouvelle-Zélande, dans l'esprit d'améliorer sa santé qu'il sent sur le déclin et aussi de promouvoir sa fortune, ainsi que celle de son fils.

### Émigration pour la Nouvelle-Zélande
En 1840, Brown a acquis quelques actions dans la Plymouth Company, récemment constituée, dont le but est d'établir des comptoirs à New Plymouth. Ses finances se trouvant aux plus bas pour avoir été obligé de payer les dette d'un ami dont il s'est porté garant, il prend la décision avec ce qu'il lui reste, d'émigrer en Nouvelle-Zélande en tant que pionnier (pionnIer community). Carlino, alors âge de dix-sept ans, embarque en 1841 sur le Amelia Thomson, premier bateau de la compagnie à transporter de pionniers,. Brown le suit sur le deuxième bateau, l'Oriental et arrive à destination trois semaines après lui,.

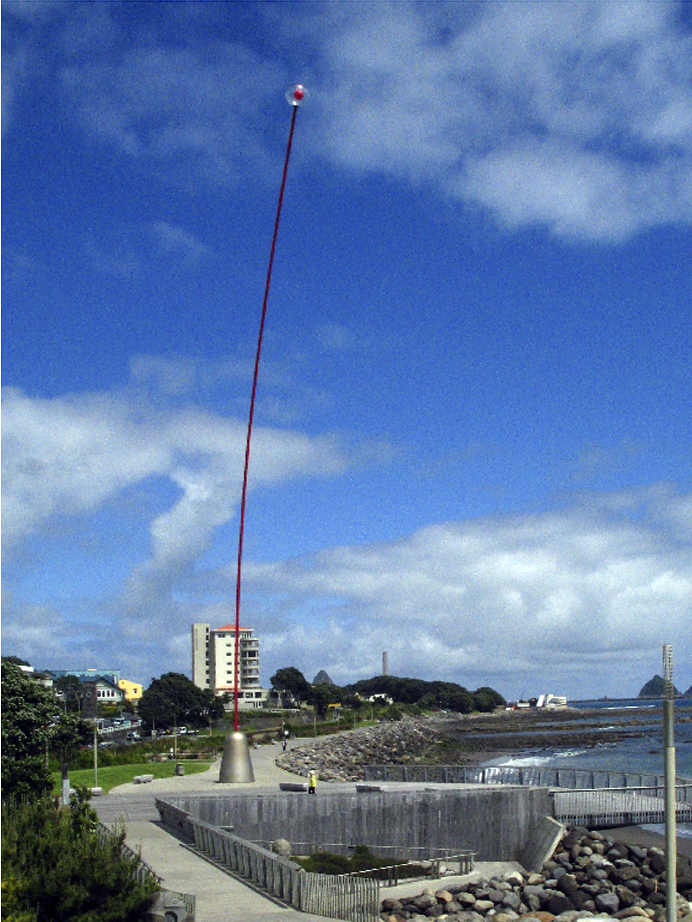
New Plymouth, dans la. province de Taranaki.

Avant de partir du Devon, Brown confie des exemplaires de poèmes non publiés de John Keats à Richard Monckton Milnes. À New Plymouth, il obtient du gouvernement la gestion d'un terrain situé dans la région de Taranaki, mais bientôt, la qualité du lieu le déçoit : tout là-bas n'est que terre vierge, adossée à une côte dangereuse sans possibilité de créer un port. Aussi, il sollicite de pouvoir, en rupture de son contrat, rentrer prématurément en Angleterre.

### Mort et sépulture
Ses dernières lettres parties de Nouvelle-Zélande sont adressées à Joseph Severn et à Trelawney (22 janvier 1842). Il leur rend compte de sa décision, mais meurt avant de pouvoir embarquer pour le voyage du retour d'un AVC le 5 juin 1842,.
Il est inhumé sur les flancs de la colline Marsland Hill à New Plymouth au-dessus de l'ancienne église Sainte-Marie (St. Mary's Church) où sa tombe est signalée par une dalle de pierre issue de la plage adjacente. Cependant, cette portion de terrain est nivelée pendant les Guerres maories pour permettre la construction de baraquements militaires. En mars 1921, lors du centenaire de la mort de Keats, la sépulture de Charles Brown est retrouvée et transférée en un autre lieu. Sur sa tombe figure l'épitaphe suivante : « Charles Armitage Brown, l'ami de Keats » (Charles Brown, The Friend of Keats).
Bien que son séjour en Nouvelle-Zélande n'ait pas été fructueux, Brown souhaite que son fils, connu sur place en tant que Charles, y prospère et, de fait, ce dernier devient un éminent citoyen connu pour ses succès en affaires, en politique et comme officier. Ses descendants héritent de quelques souvenirs de Keats, mais une grande partie d'entre eux a fait l'objet d'une donation au musée consacré au poète.

### Charles Brown et la postérité
Le film de Jane Campion Bright Star a pour principal thème la relation qu'entretient Keats avec la jeune Fanny Brawne. Selon le critique Ty Burr qui collabore au The Boston Globe, Charles Armitage Brown, interprété par Paul Schneider, est présenté comme un homme sans éducation et violent qui s'en prend physiquement à la bonne et écarte Fanny pour que les jeunes gens puissent se livrer à leurs jeux et leur poésie. Vrai ou faux, Burr souligne que ce portrait de Brown s'humanise par l'affection qu'il voue à Keats, même si, au départ, c'est l'art qui l'intéresse plus que l'homme (love for Keats humanizes him... even if he loves the art more at first). Toujours dans le film, la bonne, Abigail O'Donohue, tombe enceinte des œuvres de son maître et met son fils au monde. Cela dit, bien des critiques de cinéma — et la réalisatrice les rejoint sur ce point — accordent au personnage de nombreuses qualités, la loyauté, le sens de l'humour, bref voient en lui non pas le méchant de l'histoire, mais un être humain comme les autres. Une nouvelle édition en ligne de la correspondance de Brown avec Joseph Severn révèle une personne douée d'une grande empathie et d'une loyauté à toute épreuve.

#### Données biographiques
- Keats House, Hampstead : nombre d'objets ayant appartenu à Charles Brown sont exposés au musée Keats, situé dans l'ancienne demeure de son ami, Wentworth Place.
- Strophes spensériennes de John Keats sur Charles Armitage Brown, au  Centre EText, bibliothèque de l'Université de Virginia.
- , Traveller's Tales: John Keats & Charles Brown au futuremuseum.co.uk.
- New Letters from Charles Brown to Joseph Severn, Grant F. Scott et Sue Brown, responsables scientifiques, Romantic Circles.
- , passagers du bateau Oriental, parti de Plymouth le 22 juin 1841 et arrivé à New Plymouth le 7 novembre 1841. Voir aussi ancestry.com
- Musée Puke Ariki, New Plymouth, diverses archives relatives à Brown.
- Brown, Charles Armitage à Kete New Plymouth: Plymouth Company Settlers
- Biographie de Charles "Carlino" Brown, fils de C.A. Brown. Voir aussi Encyclopaedia of New Zealand, Encyclopédie de la Nouvelle-Zélande, 1966.
- Photo of the plaque on Charles Armitage Brown's grave", photographie de la plaque figurant sur la tombe de Charles Armitage Brown (Kete New Plymouth : rubrique patrimoine).
- Tableau monochromatique de la sépulture de Charles Armitage Brown, Marsland Hill, derrière l'église Sainte-Marie (St Mary's Church), New Plymouth (Puke Ariki, New Plymouth).

#### Œuvres
- Portrait of John Keats by Charles Brown à la National Portrait Gallery, Londres, 1819.
- Shakespeare's Autobiographical Poems, London, 1838, sur Internet Archive, consulté le 29 septembre 2018.
- , The Life of John Keats (Vie de John Keats), D.H. Bodurtha et W.B. Pope, éditeurs scientifiques, Londres, 1987, sur Internet Archive, consulté le 29 septembre 2018.
- , The Life of John Keats (Vie de John Keats), par Charles Armitage Brown, c.1841.

## Référence à l'article en anglais
- (en) Cet article est partiellement ou en totalité issu de l’article de Wikipédia en anglais intitulé « Charles Armitage Brown » (voir la liste des auteurs).